# Годфроа дьо Буйон
Годфроа дьо Буйон (на френски: Godefroi de Bouillon) е френски и лотарингски благородник, един от водачите на Първия кръстоносен поход от 1096 година до смъртта си. От 1076 година е граф на Буйон, а от 1087 – херцог на Долна Лотарингия. След падането на Йерусалим през 1099 година става първият владетел на Йерусалимското кралство, като отказва да използва титлата крал.

## Произход и ранни години
Роден е около 1060 година в Булон като втори син на местния граф Йосташ II дьо Булон (* 1020; † 1085) и Ида Лотарингска (* ок. 1040; † 1113). Брат е на Йосташ III († 1125) и Балдуин I (* 1058; † 1118).
Изглежда, че Годфроа ще остане второстепенен рицар в служба на някой поземлен благородник, докато вуйчо му Годфрид IV, херцог на Долна Лотарингия, не умира без да остави наследник през 1076 година, завещавайки му короната си. Долна Лотарингия, част от Свещената Римска империя, играе важна роля със стратегическата си позиция между Франция и германските територии, затова тогавашният немски крал и бъдещ император Хайнрих IV решава да постави короната на херцогството в ръцете на собствения си син, а на Годфроа да даде малкото Графство Буйон. Въпреки това Годфроа остава лоялен към императора, вземайки участие в част от конфликтите на Хайнрих, дори в този с папа Григорий VII. Едва през 1087 година, след редица борби за поддържане контрола над малкото земи, над които Хайнрих не поставил ръка, и години на лоялност към немския крал, Годфроа най-после си връща короната на Долна Лотарингия.

## Участие в Първи кръстоносен поход
През 1095 година новият папа Урбан II призовава за кръстоносен поход с цел превземането на Йерусалим от мюсюлманите. За да събере пари за рицари, които да се бият с него в Светите земи, Годфроа трябва да продаде част от земите си. Братята му, които не разполагали с владения в Европа, се присъединяват към него. Той обаче не е единственият благородник, събрал подобна армия – известно е, че графът на Тулуза – Реймон дьо Сен Жил мобилизира най-многочислената кръстоносна войска. Заради това, както и фактът, че бил най-възрастен (тогава на 55) и може би най-известен, Реймон очаква да е водач на похода. С него бил и представителят на папата – Адемар, епископ на Пюи. Други две кръстоносни групи се предвождали от норманския рицар Боемунд от Таранто и Робер II, граф на Фландрия. Всяка от тези армии пътувала отделно. При пристигането си в Константинопол кръстоносците произнасят васална клетва към византийския император Алексий I Комнин, по силата на която те обещават подкрепа за връщането на част от земите, които по-рано са били отнети от селджукските турци.
Първата победа обединените сили на рицарите и византийците извоюват през пролетта на 1097 година в обсадата на Никея, важен град в Мала Азия, столица на Румския султанат, в която Годфроа не играе важна роля. През следващите две години Годфроа продължава да играе малка, но важна роля в битките по пътя към Йерусалим. След падането на Антиохия ситуацията в кръстоносната армия се променя – клетвата за вярност към Византия вече е компрометирана след като Алексей отказва да подкрепи католическите войски при обсадата и редица благородници избират да се върнат в Европа; представителят на папата Адемар загива при обсадата на града; Боемунд, дотогава основна фигура в похода, остава да отбранява новосъздаденото Княжество Антиохия; по-малкият брат на Годфроа – Балдуин, също остава в държавата, която е установил в Едеса.
Най-могъщият и влиятелен рицар, все още лоялен към идеята за освобождаване на Йерусалим, остава Реймон, към когото Годфроа се присъединява в похода към Свещения град, който е под контрола на нов враг – Фатимидите, завзели го през август 1098 година. Едва в Йерусалим Годфроа започва да добива сериозна слава сред кръстоносците. Той, заедно с част от рицарите си, са първите християни, влезли в града при атаките на 14 и 15 юли 1099 година, завършили с масови кланета на мюсюлмани, евреи и православни. Малко след падането на града благородниците се събират в църквата „Божи гроб“, където дават титлата „крал“ на Реймон дьо Сен Жил, който обаче отказва, като смята, че предложението не е искрено, тъй като е направено от хора, които по всякакъв начин се стремят да ограничат властта му. Той най-вероятно очаква аристократите да настояват той да заеме предложената позиция. Това обаче не се случва и Годфроа, който вече е по-популярният от двамата, приема да бъде водач на новата държава Йерусалимско кралство, без обаче ясно да бъде наричан крал. Според хронистите „той отказва да носи златна корона там, където Христос е носил трънен венец“. След неочаквания развой Реймон напуска града, премествайки се с армията си към Йерихон и река Йордан, където се покръства.

## Кралство Йерусалим
След отказа си да бъде коронован за крал се приема (без абсолютна сигурност), че Годфроа получава титлата Advocatus Sancti Sepulchri („Защитник на Гроба Господен“). За това можем да съдим единствено от едно писмо, което дори не е написано от него.
За краткото си управление той трябва да защитава новата държава от египетските Фатимиди, които били сразени в битката при Аскалон през август. Следващата 1100 година не е успешна за Годфроа – той не е в състояние да разшири кралството чрез военна кампания, а и среща вътрешна съпротива от страна на патриарха на Йерусалим – Дагоберт, причините за която са все още неясни, но се смята, че висшият духовник е искал кралството да се превърне във феодално владение на папата. Тази версия е подкрепена само от един исторически източник – Уилям, архиепископ на Тир, докато други говорят за клетва за лоялност, която Дагоберт и съюзникът му Танкред, племенник на Боемунд, произнасят пред Годфроа.

## Смърт
Арабският хронист Ибн ал-Каланиси разказва: 
| „ | Докато обсаждал град Акра, Годфроа, владетелят на Йерусалим, бе уцелен от стрела, което го уби. | “ |

Християнските хронисти не споменават това; вместо това се говори, че е заболял в Кесария през юни 1100, бил е отровен от емира на Кесария или е консумирал отровна ябълка. На никоя от тези информации не може да се вярва напълно. Единствено със сигурност около смъртта му може да се твърди, че се е случила в Йерусалим след дълго боледуване. След като издъхва, патриарх Дагоберт коронова по-малкия му брат Балдуин дьо Булон, тогава граф на Едеса, за първия официален „крал“ на Йерусалим.

## Памет
Ролята на Годфроа в кръстоносния поход е описана от редица хронисти, сред които Гийом от Тир, Алберт от Аахен, анонимния автор на Gesta Francorum и Раймон от Агилер.
Като първи владетел на Йерусалим Годфроа е идеализиран от по-късните хронисти. Той е описван като предводител на кръстоносците, крал на Йерусалим и законодател, създал писаните закони в кралството (асизи на Йерусалим). Посочва се сред идеалните рицари, известни като Деветте достойни (персонификация на рицарските идеали в средновековната католическа традиция). Всъщност Годфроа е един от няколко предводители на кръстоносците. Първият, приел титлата крал на Йерусалим е брат му Балдуин I, наследил Годфроа през 1100 г. Законите на кралството се развиват постепенно.